# Håbo-Tibble landskommun
Håbo-Tibble landskommun var en tidigare kommun i Uppsala län. 

## Administrativ historik
Kommunen inrättades i Tibble socken i Håbo härad i Uppland när 1862 års kommunalförordningar trädde i kraft 1863. Den 1 januari 1886 (enligt beslut den 17 april 1885) ändrades namnet till Håbo-Tibble.
Vid kommunreformen 1952 gick den upp i Upplands-Bro landskommun, som 1971 ombildades till Upplands-Bro kommun då också området överfördes till Stockholms län.